# 阿耆尼密多罗
阿耆尼密多罗（现代印地语：अग्निमित्र，意译为火天友；？～约前141年）古印度摩揭陀王国巽伽王朝的第二个国王（约前149年～约前141年在位）。
关于阿耆尼密多罗，没有任何严格意义上的历史资料保存下来。历史学家掌握的关于他的情况完全来自笈多时代的大诗人迦梨陀娑的文学作品《摩罗毗迦与火友王》以及非常不可靠的、历史与神话混杂的印度教文献往世书。所有这些材料的编纂时间都距离巽伽王朝很远。
风神往世书与梵卵往世书中说阿耆尼密多罗共在位8年。他的具体在位时间不详，因为整个巽伽王朝的存在时间都无法精确确定。根据《摩罗毗迦与火友王》，他是巽伽王朝创立者华友王的儿子。在华友王在世时，阿耆尼密多罗是毗底沙（在今中央邦）的总督。就在这一时期他已经表现出某种独立性（待考）。在华友王死后，阿耆尼密多罗继承了王位。
阿耆尼密多罗所在的巽伽王朝已经丧失了孔雀王朝的帝国地位，直接统治范围收缩至恒河下游的摩揭陀本土，只是一个地方强国（另有一些藩属）。《摩罗毗迦与火友王》中描述阿耆尼密多罗与另一个从孔雀帝国独立出来的国家毗达婆（今马哈拉施特拉邦东部）发生战争，阿耆尼密多罗获胜，并迫使对方承认了巽伽王朝的宗主权。
阿耆尼密多罗在统治了8年之后死去，王位由他的一个儿子继承。关于这个儿子的名字，鱼往世书记载为婆苏逝瑟，风神往世书则记为苏逝瑟吒。

## 资料来源
- 《古亚洲文明百科全书》，查尔斯·F.W.海厄姆著，王毅译，上海人民出版社，ISBN 978-7-208-07098-1

| 前任： 华友王 | 巽伽王朝国王 | 繼任： 婆苏逝瑟 |